# Kaple svaté Jany z Arku (Paříž)
Kaple svaté Jany z Arku (fr. Chapelle Sainte-Jeanne-d'Arc) je katolická kaple ve 14. obvodu v Paříži na Avenue Reille. Kapli využívá Kongregace sester františkánských misionářů Marie.

## Historie
V roce 1909 chtěla blahoslavená Hélène de Chappotin de Neuville vybudovat v Paříži kapli zasvěcenou Janě z Arku. Základní kámen byl položen 2. července 1911. Zasvěcení kaple se konalo 29. září 1913.

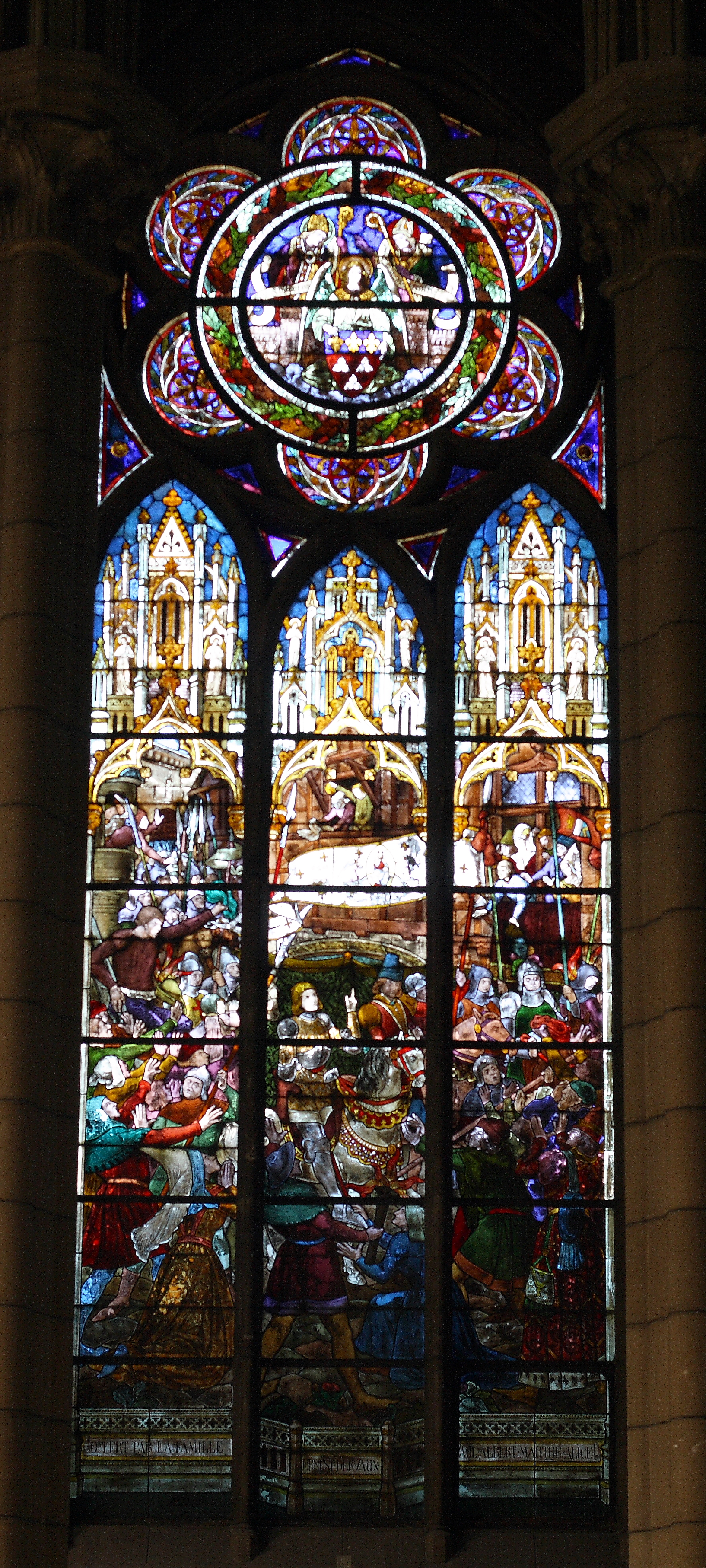
Vitráž představující vítězství u Orléans

## Architektura
Kaple vystavěná ze železobetonu v novogotickém stylu byla inspirována Sainte Chapelle. Kapli navrhl architekt Édouard Bérard (1843-1912), ale stavbu dokončil až po jeho smrti v roce 1913 architekt Paul Courcoux.
Kaple má tři zvony jménem Marie, Jeanne a Michel-Jeanne.
Vitráže mají ve vrcholku medailon s daty a jmény měast, ve kterých pobývala Jana z Arku. Na pravé straně kostela: Rouen (30. květen 1431), Domrémy (17. červen 1429), Moulins (9. listopad 1429), Bourges (září/říjen 1429), Châtellerault (22. duben 1429), Coulommiers (9. srpen 1429), Tours (duben 1429), Loches (květen/červen 1429), Blois (27. duben 1429), Auxerre (1. červenec 1429). Na levé straně kostela: Chinon (9. březen 1429), Poitiers (20. duben 1429), Jargeau (12. červen 1429), Beaugency (16. červen 1429), Troyes (10. červenec 1429), Paříž (8. září 1429), Soissons (5. květen 1430), Compiègne (23. květen 1430), Vaucouleurs (23. únor 1429), Patay (16. červen 1429). Hlavní vitráž umístěná za oltářem představuje Orléans (8. květen 1429).
Další vitráže jsou věnovány svaté Kateřině, svaté Markétě a svatému Michaeli, kteří sdělili Janě z Arku, že je povolána zachránit Francii a krále Karla VII. Každá vitráž nese ve spodní části jméno donátora. Vitráže byly restaurovány v roce 1986.